# Emma Raducanu
Emma Raducanu, Emma Răducanu (ur. 13 listopada 2002 w Toronto) – brytyjska tenisistka pochodzenia rumuńsko-chińskiego, zwyciężczyni US Open 2021 w grze pojedynczej kobiet.

## Życie prywatne
Urodzona 13 listopada 2002 w Toronto jako córka Chinki z Shenyangu i Rumuna z Bukaresztu. Posiada obywatelstwo brytyjskie i kanadyjskie.

## Kariera tenisowa
W swojej karierze wygrała w trzech turniejach singlowych rangi ITF. 11 lipca 2022 zajmowała najwyższe miejsce w rankingu singlowym WTA Tour – 10. pozycję.
W turnieju głównym zawodów wielkoszlemowych zadebiutowała w 2021 roku podczas Wimbledonu, osiągając czwartą rundę gry pojedynczej. Kilka miesięcy później, w swoim pierwszym występie na kortach US Open, przeszła przez kwalifikacje, a następnie zwyciężyła w całym turnieju, pokonując w finale Leylah Fernandez 6:4, 6:3. W całych zawodach nie straciła seta. Zmagania w Nowym Jorku rozpoczęła będąc sklasyfikowaną na 150. miejscu w rankingu WTA, a po triumfie awansowała na 23. pozycję.
W 2021 roku podpisała kontrakt z francuskim domem mody Christian Dior oraz producentem biżuterii Tiffany & Co., a w 2022 roku z niemieckim producentem samochodów Porsche.

## Historia występów wielkoszlemowych
Legenda
     W, wygrany turniej
     F, przegrana w finale
     SF, przegrana w półfinale
     QF, przegrana w ćwierćfinale
     xR, przegrana w x rundzie
     A, brak startu
     NH, turniej nie odbył się

### Występy w grze pojedynczej
| Australian Open        | A   | A   | A   | A  | 2R | 2R  | 2R | 3R | 0 / 4  | 5 – 4   |  |  |  |  |  |  |  |  |  |  |  |  |  |  |  |  |  |
| French Open            | A   | A   | A   | A  | 2R | A   | A  | 2R | 0 / 2  | 2 – 2   |  |  |  |  |  |  |  |  |  |  |  |  |  |  |  |  |  |
| Wimbledon              | Q1  | Q1  | NH  | 4R | 2R | A   | 4R | 3R | 0 / 4  | 9 – 4   |  |  |  |  |  |  |  |  |  |  |  |  |  |  |  |  |  |
| US Open                | A   | A   | A   | W  | 1R | A   | 1R |    | 1 / 3  | 7 – 2   |  |  |  |  |  |  |  |  |  |  |  |  |  |  |  |  |  |
|                        |     |     |     |    |    |     |    |    |        |         |  |  |  |  |  |  |  |  |  |  |  |  |  |  |  |  |  |
| Ranking na koniec roku | 692 | 503 | 343 | 19 | 75 | 285 | 58 |    | 1 / 13 | 23 – 12 |  |  |  |  |  |  |  |  |  |  |  |  |  |  |  |  |  |

### Występy w grze podwójnej
| Australian Open        | A | A | A  | A | A | A | A | A | 0 / 0 | 0 – 0 |  |  |  |  |  |  |  |  |  |  |  |  |  |  |  |  |  |
| French Open            | A | A | A  | A | A | A | A | A | 0 / 0 | 0 – 0 |  |  |  |  |  |  |  |  |  |  |  |  |  |  |  |  |  |
| Wimbledon              | A | A | NH | A | A | A | A | A | 0 / 0 | 0 – 0 |  |  |  |  |  |  |  |  |  |  |  |  |  |  |  |  |  |
| US Open                | A | A | A  | A | A | A | A |   | 0 / 0 | 0 – 0 |  |  |  |  |  |  |  |  |  |  |  |  |  |  |  |  |  |
|                        |   |   |    |   |   |   |   |   |       |       |  |  |  |  |  |  |  |  |  |  |  |  |  |  |  |  |  |
| Ranking na koniec roku | – | – | –  | – | – | – | – |   | 0 / 0 | 0 – 0 |  |  |  |  |  |  |  |  |  |  |  |  |  |  |  |  |  |

### Występy w grze mieszanej
Emma Raducanu nigdy nie startowała w rozgrywkach gry mieszanej podczas turniejów wielkoszlemowych.

## Finały turniejów WTA
| Legenda                   | Legenda |
| ------------------------- | ------- |
| Wielki Szlem              |         |
| Igrzyska olimpijskie      |         |
| WTA Tour Championships    |         |
| od 2021                   |         |
| WTA 1000 (obowiązkowe)    |         |
| WTA 1000 (nieobowiązkowe) |         |
| WTA 500                   |         |
| WTA 250                   |         |
| WTA 125                   |         |

### Gra pojedyncza 1 (1–0)
| Końcowy wynik | Nr | Data             | Turniej | Nawierzchnia | Przeciwniczka    | Wynik finału |
| ------------- | -- | ---------------- | ------- | ------------ | ---------------- | ------------ |
| Zwyciężczyni  | 1. | 11 września 2021 | US Open | Twarda       | Leylah Fernandez | 6:4, 6:3     |

## Finały turniejów WTA 125

### Gra pojedyncza 1 (0–1)
| Końcowy wynik | Nr | Data             | Turniej | Nawierzchnia | Przeciwniczka | Wynik finału  |
| ------------- | -- | ---------------- | ------- | ------------ | ------------- | ------------- |
| Finalistka    | 1. | 21 sierpnia 2021 | Chicago | Twarda       | Clara Tauson  | 1:6, 6:2, 4:6 |

## Finały turniejów ITF
| turnieje z pulą nagród 100 000 $ |
| turnieje z pulą nagród 80 000 $  |
| turnieje z pulą nagród 60 000 $  |
| turnieje z pulą nagród 40 000 $  |
| turnieje z pulą nagród 25 000 $  |
| turnieje z pulą nagród 15 000 $  |
| turnieje z pulą nagród 10 000 $  |

### Gra pojedyncza 5 (3–2)
| Rezultat     |    | Data       | Turniej    | ($)    | Naw.          | Przeciwniczka    | Wynik         |
| Zwyciężczyni | 1. | 19/05/2018 | Tyberiada  | 15 000 | Twarda        | Hélène Scholsen  | 7:5, 6:4      |
| Zwyciężczyni | 2. | 21/10/2018 | Antalya    | 15 000 | Twarda        | Johana Marková   | 6:4, 6:2      |
| Finalistka   | 1. | 31/03/2019 | Tel Awiw   | 15 000 | Twarda        | Corinna Dentoni  | 4:6, 3:6      |
| Zwyciężczyni | 3. | 15/12/2019 | Pune       | 25 000 | Twarda        | Naiktha Bains    | 3:6, 6:1, 6:4 |
| Finalistka   | 2. | 01/03/2020 | Sunderland | 25 000 | Twarda (hala) | Wiktorija Tomowa | 6:4, 4:6, 3:6 |

## Zwycięstwa nad zawodniczkami klasyfikowanymi w danym momencie w czołowej dziesiątce rankingu WTA
Stan na 06.08.2025
| Rok     | 2021 | 2022 | 2023 | 2024 | 2025 | Łącznie |
| Wygrane | 0    | 0    | 0    | 2    | 0    | 2       |

| Lp.  | Zawodnik       | Ranking | Turniej                     | Nawierzchnia | Runda | Wynik            |
| ---- | -------------- | ------- | --------------------------- | ------------ | ----- | ---------------- |
| 2024 |                |         |                             |              |       |                  |
| 1.   | Jessica Pegula | Nr 5    | Eastbourne, Wielka Brytania | Trawiasta    | 2R    | 4:6, 7:6(6), 7:5 |
| 2.   | Maria Sakari   | Nr 9    | Wimbledon, Wielka Brytania  | Trawiasta    | 3R    | 6:2, 6:3         |